# Ханс Сваровски
Ханс Сваровски (Будимпешта, 16. септембар 1899 — Салцбург, 10. септембар 1975) био је аустријски диригент јеврејског порекла.

## Биографија
Сваровски је рођен у Будимпешти, у Мађарској. Студирао је уметност дириговања код Феликса Вајнгартнера и Рихарда Штрауса. Херберт фон Карајан позвао га је да преузме место диригента Бечке државне опере. Године 1946. постао је и професор дириговања на бечкој Академији за музику и сценску уметност, а неки његови ученици постали су светски признати врхунски диригенти: Клаудио Абадо, Хезус Лопез-Кобос, Зубин Мехта, Ђузепе Синополи. Сваровски је умро у Салцбургу, у Аустрији, неколико дана пре свог 76. рођендана.